# さすらいの航海
『さすらいの航海』（さすらいのこうかい、原題：Voyage of the Damned）は、1976年制作の英米合作映画。第二次世界大戦前夜、ドイツから亡命するユダヤ人を乗せた客船「セントルイス号」が各国から受け入れを拒否され、大西洋上をさまよった実話の映画化。
原作はゴードン・トーマスとマックス・モーガン・ウィッツのノンフィクション（邦訳タイトル「絶望の航海」、早川書房刊）。

## あらすじ
1939年5月13日。ドイツ・ハンブルクから客船セントルイス号がナチス・ドイツによる迫害から逃れようとする937名のユダヤ人を乗せてキューバのハバナへ向けて出港した。
しかし、そのキューバでは高まる反ユダヤ感情に上陸不許可の決断を下そうとしているブルー大統領と、そうなっては困ると移民長官マヌエルに根廻しをするセントルイス号本社との激しい政治的駆け引きが行われていた。
やがてセントルイス号はハバナに入港するが、ユダヤ人に上陸許可は出されず、期限が来て出港する。
そしてセントルイス号は各国から次々と受け入れを拒否され、大西洋上をさまよう羽目になり、乗客たちの精神も限界に達する。

## キャスト
| 役名                       | 俳優                       | 日本語吹替   |
| 役名                       | 俳優                       | テレビ朝日版 |
| -------------------------- | -------------------------- | ------------ |
| デニーズ・クライスラー     | フェイ・ダナウェイ         | 小沢寿美恵   |
| エーゴン・クライスラー     | オスカー・ウェルナー       | 田中信夫     |
| シュレーダー船長           | マックス・フォン・シドー   | 内藤武敏     |
| マックス・ギュンター       | マルコム・マクダウェル     | 富山敬       |
| ミーラ・ハウザー           | キャサリン・ロス           | 小宮和枝     |
| ホセ・エステデス           | オーソン・ウェルズ         | 富田耕生     |
| アンナ・ローゼン           | リン・フレデリック         | 土井美加     |
| リリアン・ローゼン         | リー・グラント             | 沢田敏子     |
| モリス・トローパー         | ベン・ギャザラ             | 小林勝彦     |
| レモス国務長官             | ジェームズ・メイソン       | 内田稔       |
| マヌエル・ベニテス         | ホセ・フェラー             | 上田敏也     |
| キューバ大統領ブルー       | フェルナンド・レイ         | 阪脩         |
| ハウザー                   | ネヘマイア・パーソフ       | 辻村真人     |
| ハウザー夫人               | マリア・シェル             | 中西妙子     |
| カール・ローゼン           | サム・ワナメイカー         | 加藤精三     |
| ヴィルヘルム・カナリス     | デンホルム・エリオット     | 上田敏也     |
| レベッカ・ワイラー         | ウェンディ・ヒラー         |              |
| ジョゼフ・マナッセ         | ジョナサン・プライス       | 田原アルノ   |
| オットー・シーエンディック | ヘルムート・グリーム       | 堀勝之祐     |
| アーロン・ポズナー         | ポール・コスロ             | 谷口節       |
| ハインツ・バーグ           | アンソニー・ヒギンズ       | 小島敏彦     |
| ワイラー                   | ルーサー・アドラー         |              |
| アリス・ファインチャイルド | ジュリー・ハリス           | 好村俊子     |
| レニ・ストラウス           | ジャネット・サズマン       |              |
| ルイス・クラッシング       | マイケル・コンスタンティン | 中庸助       |
| ミルトン・ゴールドスミス   | バーナード・ヘプトン       | 池田勝       |
| ロバート・ホフマン         | ギュンター・マイスナー     | 梶哲也       |

- テレビ朝日版：初回放送 1985年5月6日『ホリデー洋画劇場』 14:00 - 15:54